# Dongdaemun Design Plaza
Dongdaemun Design Plaza (DDP) é um complexo multiuso localizado na capital sul-coreana, Seul. Inaugurado em 21 de março de 2014, foi projetado pela arquiteta iraquiana-britânica Zaha Hadid e por Samoo [en].

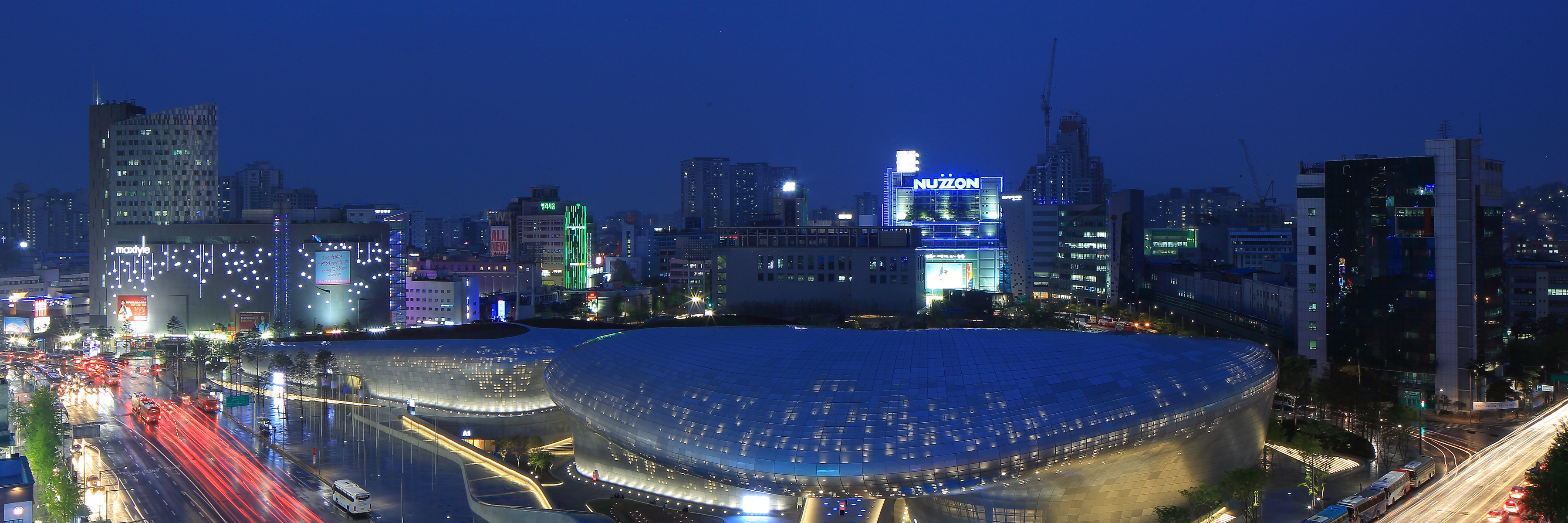
Vista noturna de Dongdaemun Design Plaza.